# مغان‌لی (کردامیر)
مغان‌‌لی (به لاتین: Muğanlı) یک منطقه مسکونی در جمهوری آذربایجان است که در شهرستان کردامیر واقع شده است. مغان‌لی ۹۰۹ نفر جمعیت دارد.